# Augustus Le Plongeon
Augustus  Henry Julian Le Plongeon, född 4 maj 1825, död 13 december 1908 i Brooklyn, New York, var en amerikansk fotograf och amatörarkeolog. Han utvecklade fantasifulla teorier som gav en helt annorlunda världshistoria än den vetenskapen har rekonstruerat. 

## Tidiga år
Le Plongeon föddes  på ön Jersey den 4 maj 1825. 1844 seglade han till Sydamerika och hans båt förliste utanför Chiles kust. Han bosatte han sig i Valparaiso där han undervisade i matematik, teckning och språk på en lokal högskola. År 1849 reste han till San Francisco för att arbeta som lantmätare under guldrushen i Kalifornien, men han studerade också medisin. Som lantmätare planerade han 1851 utformningen av staden Marysville, Kalifornien. Le Plongeon fick delvis betalt med mindre markområden för sitt arbete som lantmätare. Inkomsterna från försäljningen av dessa tomter  finansierade delvis hans senare arkeologiska expeditioner.
Le Plongeon reste sedan till England där han såg en demonstration för nya fotografiska processer på The Great Exhibition 1851. Han stannade kvar i England för att studera fotografi under William Fox Talbot. Han ville testa  metoderna i tropiska klimat och  gjorde en lång resa runt stora delar av världen till St. Thomas, Jungfruöarna, Mexiko, Australien, Kina och Stillahavsöarna. Han återvände till San Francisco och öppnade en porträttstudio grundad på dagerrotypi  på Clay Street. 1862 lämnade han San Francisco och reste till Lima i Peru. Där öppnade han en fotostudio men drev också en så kallad elektrohydropatisk klinik där han bedrev en tidig form av alternativ medicin.  På grund av sin läkarpraktik kallade han sig från 1868 doktor i medicin i Peru.

## Reser i Peru
Le Plongeon var pionjär med användningen av fotografi som ett verktyg för sina studier. Han började använda den för att dokumentera sina utforskningar. Han reste mycket över hela Peru under åtta år för att besöka och fotografera forntida ruiner, inklusive Tiahuanaco. Le Plongeon medverkade också i ett antal av Ephraim George Squiers expeditioner och fotograferade ute på fältet. Le Plongeon blev under dessa år influerad av skrifter av Charles Étienne Brasseur de Bourbourg, John Lloyd Stephens och Frederick Catherwood. Dessa verk fick Le Plongeon att tro att civilisationen hade sitt ursprung i den nya världen. I Peru blev han också intresserad av orsakerna till jordbävningar. Han var med om jordbävningen i Arica 1868 och Le Plongeon studerade skadorna efter jordbävningen och intervjuade människor om vad de upplevde. Le Plongeon kritiserade också övergrepp från jesuitpräster och den katolska kyrkan i Peru. Han publicerade två anti-jesuitiska böcker, La religion de Jesus comparada con las ensenanzas de la Iglesia 1867) och Los Jesuitas y el Peru 1869. 1870 lämnade han Peru och reste tillbaka till San Francisco. Han höll ett antal illustrerade föreläsningar vid California Academy of Sciences om peruansk arkeologi och orsakerna till jordbävningar. Han fortsatte att resa och besökte  New York City, och 1871 rerste han till England för att besöka British Museum i London och studera mesoamerikanska manuskript.

## Alice Dixon blir  Le Plongeons hustru

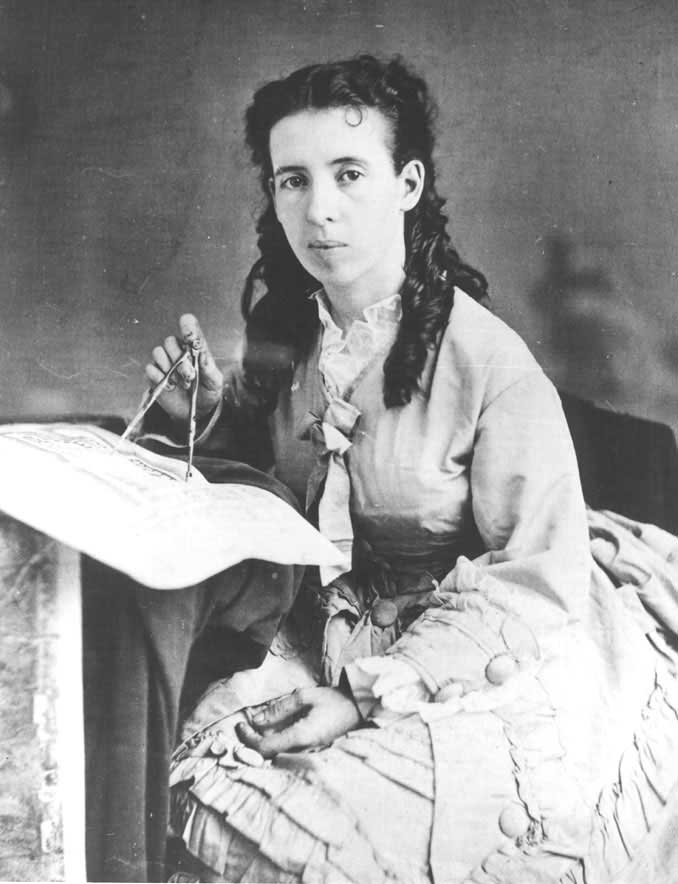
Porträtt av Alice Dixon. Foto Augustus Le Plongeon

I London 1871 träffade han Alice Dixon, Alice Dixen var född i London 1851. Hennes far, Henry Dixon var för sitt bidrag till utvecklingen av pankromatisk fotografi. Hans foton av Londons arkitektur tagna för Society for Photographing Relics of Old London var berömda. Alice Dixom lärde sig teknikerna för fotografering av sin far. Efter att ha träffat Le Plongeon blev hon intresserad av amerikanska antika civilisationer. Hon läste studerade John L. Stephens Incidents of Travel in Yucatan. Hon följde sedan med på en arkeologisk expedition för att studera Maya-ruinerna i Mexiko. Paret åkte till New York för att förbereda resan. De gifte sig i New York innan de reste till Mexiko 1873.

## Reser i Yucatán
1873 började  Le Plongeons  expedition till Yucatán för att studera forntida Maya-platser. De hade som mål att undersöka kopplingar mellan Maya och civilisationerna i det antika Egypten och Atlantis. De stannade i Mérida medan Alice Dixon återhämtade sig från gula febern. De fick  kontakter med lokala forskare och båda lärde sig att tala Yucatec Maya. Efter att Alice hade återhämtat sig gjorde Le Plongeons en kort utflykt till Uxmal. Le Plongeons var i Yucatán under kastkriget, en konflikt mellan Maya, kallad Chan Santa Cruz, och armén i Yucatán. När paret reste till Chichen Itza 1875 åtföljdes de av en militär eskort. När de kom till Chichen Itza anställdes lokala invånare för att rensa växtligheten och hjälpa till med utgrävningar.
Le Plongeons var bland de första som fotograferade och studerade Chichen Itza. Deras fotografiska arbete var metodiskt och systematiskt, och de tog hundratals steröskopiska bilder. De dokumenterade hela Maya-byggnader, som Guvernörens palats" i Uxmal, De använde överlappande bilder och placerade kameran på ett högt stativ eller en ställning för att korrigera för perspektiv. De bearbetade plåtarna i de obelysta rummen i Maya-byggnaderna. Förutom hela fasader av byggnader fotograferade de även små artefakter och arkitektoniska detaljer som basreliefer, Maya-hieroglyfinskriptioner och skulpturer. De grävde ut byggnader, ritade kartor och kopierade väggmålningar och gjorde formar av basreliefer.

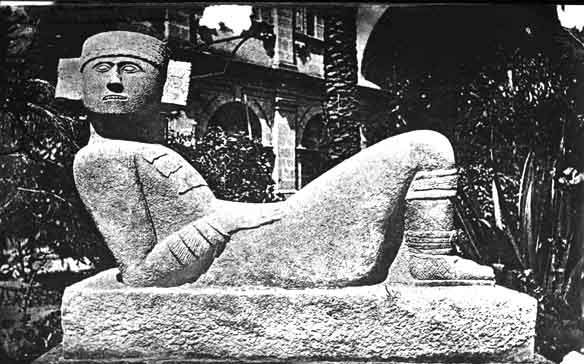
Chacmool staty från Chichen Itza

Vid Chichen Itza grävde de ut en struktur som kallas örnarnas och jaguarernas plattform och frilade en staty eller altarfigur. De myntade namnet "Chaacmol" (senare "Chac Mool" eller chacmool) för denna staty. Deras härledning av namnet hade inget samband med figurer av denna typ, men namnet har förblivit i allmänt bruk även bland senare arkeologer. Denna staty skulle senare ses som ett uttryck för influenser från tolteker på platsen, tillsammans med andra exempel som hittades i Tolternas huvudstad Tula. Paret Plungeon dokumenterade också sin utgrävning av Venusplattformen med foton samt plan- och tvärsnittsritningar. Från 1873 till 1884 besökte och fotograferade Le Plongeons också andra Maya-platser som Izamal, Isla Mujeres, Cozumel, Cancún och Ake, och reste också till Belize  i Brittiska Honduras. Under denna tid gjorde de några resor tillbaka till New York för att försöka sälja basreliefformar till museer, hålla några föreläsningar och söka ekonomiskt stöd för sina studier.

## Plungeons senare liv  och eftermäle
De flesta av Le Plongeons samtida avfärdade hans teorier men enstaka individer som Ignatius L. Donnelly och Helena Blavatsky använde Le Plongeons idéer  för egna teorier. Han tillbringade resten av sitt liv i Brooklyn, New York, där han skrev om förbindelserna mellan Maya och Egypten och försvarade sig mot kritiker. Augustus le Plongeon dog i Brooklyn 1908 vid åttiotre års ålder och hustrun Alice Dixon dog 1910 59 år gammal.
Plungeon är känd för sina pseudovetenskapliga studier av mayacivilisationen och hävdade att den var den civilisation ur vilken det forntida Egypten och världskulturen i allmänhet utvecklades. Hans uppfattning bestämdes av hans egna övertygelser. Han hävdade också att de forntida mayaindianerna använde elektricitet och telegrafi. Le Plongons fotografier av ruinerna av det antika Amerika har ett eget bestående vetenskapligt värde, eftersom de dokumenterar många monument som senare gått förlorade eller skadats. Le Plongeon togs inte på allvar av akademiker som studerade mayakulturen, och hans publikationer kallades avskyvärda av Michael Ko. De bidrog inte till dechiffreringen av mayaskriften och förståelsen av detta folks kultur. Antropologen Laurence Gustave Desmond har noga studerat Le Plongeons fotografiska arkiv och det egentliga vetenskapliga arvet efter Le Plongeon.
I centrum för hans arbete stod mayafolket, och särskilt ruinstaden Chichén Itzá, där han genomförde de första systematiska utgrävningarna och utförde ett banbrytande arkeologiskt arbete. Plungeons strikt diffusionistiska syn på utvecklingen och hans försök att bevisa att mayaindianerna eller deras missionärer, som Le Plongeon benämnde Naacal hade skapat det forntida Egyptens kulturer på sin väg via Sydasien och Atlantis. Hans excentriska och fantastiska teorier togs inte på allvar ens under hans livstid. Av bestående värde är däremot hans fotografier av arkeologiska platser. De anses vara en viktig källa för studiet av det förcolumbianska Centralamerika.  Platserna var då ännu inte utsatta för den förstörelse som inträffat senare.

## Arkiv
Totalt efterlämnade Auguste och Alice Le Plongeon mer än 2200 fotografier. Fotografiernas negativ och framkallningar finns på Society for Philosophical Research i Los Angeles, American Museum of Natural History i New York, Peabody Museum vid Harvard University, Getty Research Institute i Los Angeles och slutligen i Donald Dixons (Alices brorson) samling i London. Alice skickade familjefoton från Mexiko, och de bildade ett album med 239 bilder. Dubbletter av originalfotografierna i ovanstående samlingar finns på Center for Mayan Studies i Barnardsville, North Carolina. I Lawrence Desmonds avhandling och efterföljande publikationer bearbetade och katalogiserade han 1034 foton. Alice Le Plongeon testamenterade Augustes arkiv till sin vän Maud Blackwell. Författaren Manly Hall köpte dokument och foton av henne 1931. Alice Dixons dagböcker och korrespondens fanns  i arkiven hos Teosofiska Samfundet i Los Angeles fram till 1980-talet.
Le Plongeons verk har till största delen inte publicerats. Ett stort arkiv med många dagböcker, expeditionsdagböcker och 1 200 fotografiska negativ har bevarats i Los Angeles på Getty Museum sedan 2005. Materialet är organiserat i fem sektioner och placerade i 63 boxar. I Augustes efterlämnade papper finns manuskript till rapporter som lästs vid California Academy of Sciences, professionella anteckningar av en fotograf, recept på fotografisk emulsion och liknande. Även tryckta upplagor finns bevarade i arkivet, till vilka pressklipp med recensioner har bifogats. Alice Dixons samling innehåller hennes dagböcker och korrespondens. Ritningar och planer har också överlevt, i synnerhet sangviniska kalkeringar av freskerna i Jaguarernas övre tempel i Chichen Itza, och teckningar gjorda i Uxmal och Xochicalco

## Historiografi värdering
Den oberoende forskaren Edward Malkowski hävdade att om Le Plongeon avstått från sina teorier skulle hans arbete förmodligen ha erkänts som en stor arkeologisk bedrift. Samtidigt kan man inte försvara att man utvecklar vidlyftiga vetenskapliga teorier om saker som inte är kända. Att både forskningen om Egypten och Maya var i sin linda, utan att studier av den förutvarande utvecklingen före högkulturen var kända. Kronologin var osäkrare men det var fullt klart att den egyptiska kulturen var äldre än mayakulturen. Det är riktigt att absoluta dateringar saknades för maya men konsensus var att kulturen var yngre än de egyptiska. Det går inte att försvara pseudoteorier med att vetenskapen var outvecklad. 
Under andra halvan av 1970-talet började antropologen Laurence Gustave Desmond att arbeta med arkivet efter Le Plongeon. År 1983 försvarade han sin doktorsavhandling  om Plongeons biografi. År 1988 skrev han tillsammans med Phyllis Messenger monografin "The Dream of the Maya: Auguste and Alice Le Plongeon in the Yucatan of the XIX Century". Recensenterna noterade författarens önskan att föra in tidigare opublicerade källor i den vetenskapliga cirkulationen och i viss mån rehabilitera Le Plongon, vars skicklighet som arkeolog åtminstone inte var sämre än många av hans samtida. L. Desmond kritiserade inte Le Plongons teorier utan menade att detta problem har redan lösts tidigare, och det finns ingen anledning att upprepa. År 2009 publicerade L. Desmond (tillsammans med C. Lyons) en separat biografi om Alice Le Plongeon. Mer än hälften av boken bestod av hennes fältdagböcker för 1873-1876. Enligt recensenter av boken var Alice Dixon inte på något sätt underlägsen sin make utan hon var en självständig forskare, den första kvinnan vars artiklar publicerades i Scientific Notes of the American Society of Antiquarians.

## Verk
- Augustus Le Plongeon: Drottning Móo och den egyptiska sfinxen. Ny utgåva: Steiner Publ., Blauvelt, New York 1973.
- Augustus Le Plongeon: Egyptiernas ursprung. Introduktion: Manly P. Hall. Philosophical Research Society, Los Angeles, 1983.
- Augustus Le Plongeon: Heliga mysterier bland mayaindianerna och quicherna, för 11 500 år sedan. Deras relation till de heliga mysterierna i Egypten, Grekland, Kaldéen och Indien. Frimureriet i tider före Salomos tempel. R. Macoy, New York 1886. Ny utgåva: Wizards Bookshelf, Minneapolis 1973.
- Auguste Le Plongeon: Spår av Mayaindianerna, eller, Fakta som tenderar att bevisa att kommunikationer och intima relationer måste ha existerat, i mycket avlägsna tider, mellan invånarna i Mayab och de i Asien och Afrika. J. Polhemus, New York 1881.